# Барак-там
Барак-там или Барактам-1 — развалины древнейшего из хорезмийских замков; наиболее хорошо сохранившийся один из трёх замков одноимённого археологического памятника. Замок датируется IV веком и был построен на рубеже античной и раннесредневековой эпох.
Барак-там большое двухэтажное здание, возведённое из квадратного сырца со сторонами 40-42 и толщиной 9-10 см. Замок стоял посреди двора, его фасады были украшены чередой прямоугольных выступов-лопаток.
Три сводчатые комнаты, две параллельные и одна перпендикулярная им составляли нижний этаж. На верхнем этаже — всего два помещения: продолговатая входная комната и почти квадратный зал, устройство которого уникально и во много загадочно. Установлено, что на суфы стелили ковры различного цвета — синие, красные, желтые. Центр ковра был украшен каким-то сюжетным изображением. В центре зала установлен своеобразный очаг, напоминающий перевернутый купол.
Перекрытие барактамского зала — одна из самых любопытных загадок архитектуры Средней Азии. Его устройство, само по себе сложное, требующее высокого мастерства, особенно странно в столь ранней и явно провинциальной постройке, удалённой от культурных центров Хорезма. Ни в предыдущей, ни в будущей архитектуре оно не находит сколько-нибудь близких параллелей. Особенно любопытно, что в пропорцию зала идеально вписывается равносторонний треугольник или правильный шестиугольник. Археологи предполагают, что помещения такой формы могли быть перекрыты шестиугольными брусчатыми сводами рузан.